# Тальмре, Герман Юханнесович
Герман Юханнесович Тальмре (эст. Herman Talmre; 5 сентября 1912, Пеэтри, Ревельский уезд, Эстляндская губерния, Российская империя ― 19 августа 1999, Таллин, Эстония) ― эстонский гобоист, солист симфонического оркестра радио и телевидения Эстонской ССР и духового квинтета Эстонской филармонии, заслуженный артист Эстонской ССР (1963).

## Биография
В 1944 году Герман Тальмре окончил Таллинскую консерваторию по классу М. Прокофьева. В 1940—1941 годах он играл в оркестре театра оперы и балета «Эстония», с 1941 года был солистом-концертмейстером группы гобоев симфонического оркестра радио и телевидения Эстонской ССР. С 1955 по 1968 год Тальмре выступал в составе духового квинтета Эстонской филармонии. В 1968 году этот ансамбль издал запись музыки Пауля Хиндемита, Малкольма Арнольда и Роя Дугласа. В 1963 году Герману Тальмре было присвоено почётное звание заслуженного артиста Эстонской ССР.